# Пелагия
Вижте пояснителната страница за други личности с името Пелагий.
Пелагия (на латински: Pelagia, Pelegia; floruit 429 – 451) e вестготка и арианка.
Омъжва се през 427/429 г. първо за западноримския генерал и patricius Бонифаций, който умира през 432 г. Tя се омъжва след това за генерал Флавий Аеций и става през 440 г. майка на Гауденций, който през 454 г. e сгоден за Плацидия, дъщерята на западноримския император Валентиниан III и Лициния Евдоксия.